# 沃氏瓦鰈
沃氏瓦鰈為輻鰭魚綱鰈形目鰈亞目瓦鰈科瓦鰈屬的其中一種，該物種分布於西印度洋莫三比克及馬達加斯加海域，棲息深度60-510公尺，棲息在底層水域，生活習性不明。